# Haradin Bala
Haradin Bala (ur. 10 czerwca 1957 r. we wsi Koroticë e Epërme w Kosowie zm. 31 stycznia 2018) – żołnierz, członek Armii Wyzwolenia Kosowa, popieranej przez NATO organizacji partyzanckiej walczącej z Serbami na terenie Kosowa. Był strażnikiem w obozie jenieckim w Lapuszniku, gdzie członkowie UÇK więzili serbskich i albańskich więźniów. W przeciągu kilku lat Bala brutalnie zamordował tam 9 więźniów, a pozostałych traktował z nieludzkim okrucieństwem. Dla wielu Albańczyków był bohaterem narodowym. Został skazany przez Trybunał w Hadze na 13 lat więzienia za zbrodnie na Serbach.